# Christian Krumbholtz

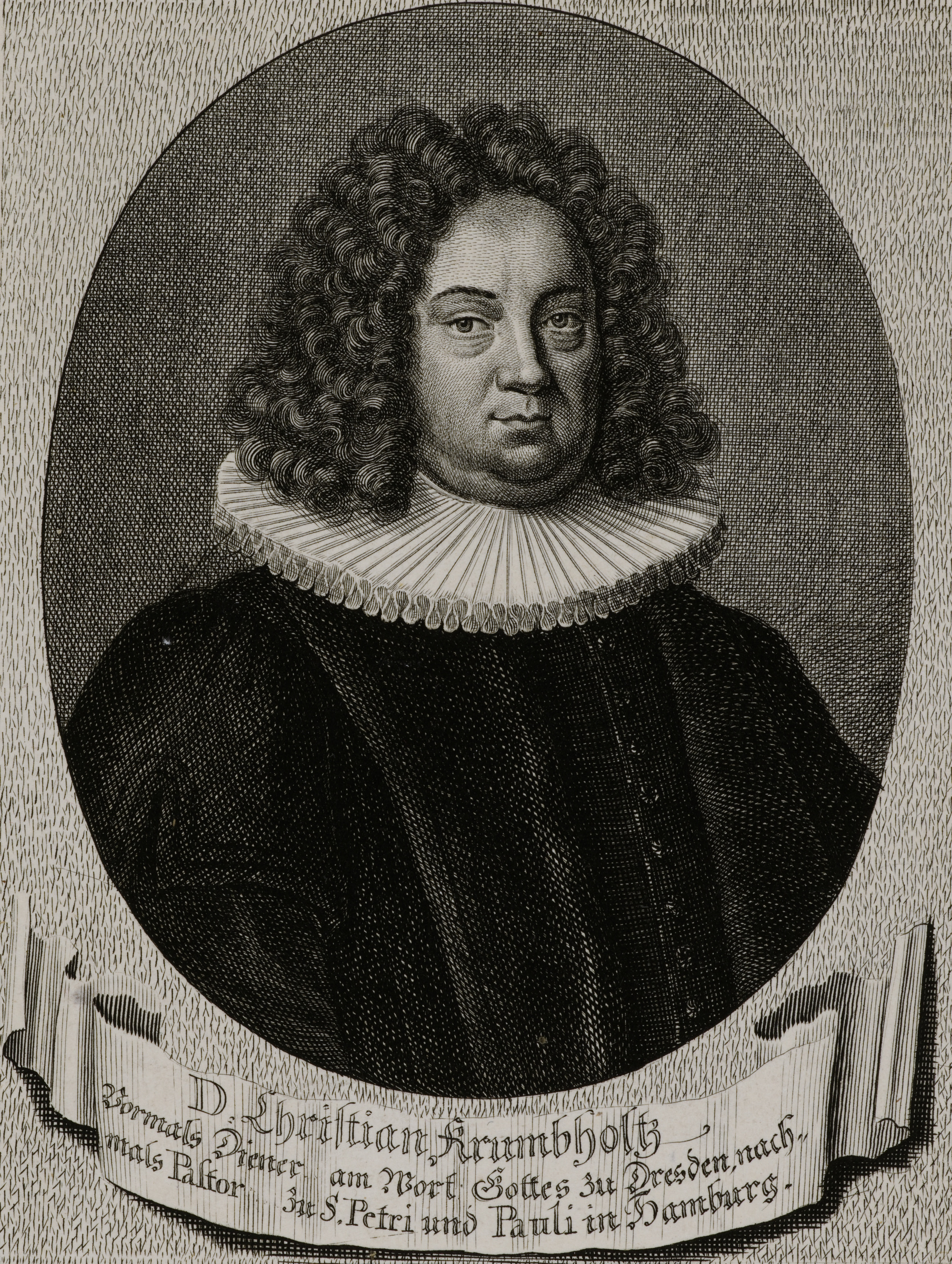
Christian Krumbholtz

Christian Krumbholtz (* 11. November 1662 in Neustadt (Sachsen); † 5. Dezember 1725 in Hameln) war ein deutscher evangelisch-lutherischer Geistlicher und Hauptpastor in Hamburg.

## Leben
Christian Krumbholtz besuchte die Landesschule Pforta. Er studierte Evangelische Theologie an der Universität Leipzig, wo er 1685 nach einer Disputation unter dem Vorsitz von Johannes Olearius Magister wurde. 1688 erhielt er seine erste Pfarrstelle als Prediger an der Leipziger Nikolaikirche. Noch im selben Jahr wurde er Diaconus (2. Pastor) an der lutherischen Kirche in Preßburg, das er nach acht Jahren verlassen musste, „weil er das Volk gegen die Obrigkeit aufreizte“; 1696 kam er nach Dresden an die Sophienkirche. Hier machte er durch polemische anti-katholische Schriften von sich reden.
1700 wurde er zum Nachfolger von Samuel Schultze zum Hauptpastor an der Hamburger Hauptkirche Sankt Petri erwählt. Seine Einführung durch den Senior Johann Winckler erfolgte am 16. November 1700. 1701 erhielt er von der Universität Leipzig den Titel eines Lic. theol. und von der Universität Kiel den Dr. theol.
In den massiven und seit Jahren schwelenden Auseinandersetzungen um den Pietismus in Hamburg, den der Hamburger Religions-Revers von 1690 nicht hatte beilegen können, schloss sich Krumbholtz der streng lutherisch-orthodoxen Partei des Hauptpastors an St. Jakobi Johann Friedrich Mayer an. Als dieser 1701 als Generalsuperintendent und Professor nach Greifswald ging, wurde Krumbholtz der führende Kopf dieser Richtung. Er war ein hervorragender Prediger, aber auch „ein unruhiger und streitsüchtiger Geist“, der nach immer größerem Einfluss in den Diskussionen der Bürgerschaft strebte. Er scheute sich nicht, die dort zu verhandelnden Gegenstände auf der Kanzel zur Sprache zu bringen, und griff von hier aus den Senat, die Bürgerlichen Kollegien und die Gerichte an. Das hatte zunächst publizistische Folgen; es erschienen satirische Druckschriften, namentlich von Barthold Feind, in denen Krumbholtz stark angegriffen wurde. Nachdem es jedoch aufgrund seiner Predigten und einer allgemeinen Unzufriedenheit in der Stadt zu Tumulten gegen den Rat kam, den Krumbholtz nicht mehr als Obrigkeit anerkannte, griff 1708 ein Heer des Niedersächsischen Reichskreises ein, stellte Hamburg unter kaiserliche Verwaltung und die Macht des Rates wieder her. Krumbholz wurde in der Nacht vom 4. auf den 5. Juni 1708 verhaftet. Am 11. Juli 1708 wurde er seines Amtes enthoben. In einem Aufsehen erregenden Prozess, der zahlreiche Streitschriften für und wider Krumbholtz hervorbrachte, wegen Aufwiegelung zu lebenslanger Festungshaft außerhalb Hamburgs verurteilt, wurde er 1711 nach Bestätigung des Urteils durch eine kaiserliche Kommission in die Festung Hameln gebracht, wo er bis an sein Lebensende blieb.

## Werke
- Synopsis Errorum Socinianorum. Leipzig: Michael 1685 (Digitalisat)
- Disputationem, Quod Neque Decreta Neque Concursus Dei Necessitent Actiones Nostras Liberas Tum In Sphaera Naturae, Tum Gratiae, Sub Praesidio Quintum Rectoris Acad. Magnif. Dn. Johannis Olearii ... In Auditorio Collegii Maioris Principum d. IX. Iul. M.DC.LXXXIX. Solenni Theologorum Disquisitioni submittit Pro collato gradu Baccalaureatus M. Christianus Krumbholtz/ Neostad. Misn. SS. Theol. Baccal. Lipsiae: Goezius 1689
- Evangelicorum Seu Protestantium Verus, & Papaeorum Seu Romanensium Falsus Catholicismus. Oder: Das rechte Evangelische Alte/ In dem fälschlich vorgegebenen Neuen/ und Das blosse eitele Päbstische Neue/ In dem fälschlich vorgegebenen Alten. Das ist: Kurtzer und klarer Beweiß/ wie bey denen Evangelischen und Protestirenden der rechte alte Apostolisch-Catholische Glaube ... Vermöge der ordentlichen Sonn- und Fest-Tags-Evangelien des verlauffenen 1698. Jahres/ Nebst dem Gebrauch zur Augspurgischen Confession, ... zu lesen ... Dresden: Mieth  1699

Zwey Predigten/ bestehende aus einer Ab- u. Anzugs-Rede : Deren Die Erste zu Dreßden ... den XXVI. Septemb. 1700. ... Und Die Andere in Hamburg ... den XVI. Novembr. ... gehalten worden. Hamburg; Dresden: Winckler 1700 (Digitalisat)
- Octo Qvæstiones Theologico-Practicæ: De Elencho Reali, Ejusqve Interdictione, Pecuniæ Sacræ Dilapidatione, Cum Contemptu S. Coenæ, Clericorum Diffamatione, Retorsione, Persecutione, Exiliis, Illegitima Vocatione Ac Conventibus Ecclesiasticis. Excussæ & Rationibus Insimulqve Exemplis Historiæ Ecclesiasticæ Dilucidatæ. Cum Indicibus Necessariis. Dresden: Zimmermann 1701
- Notas Legitimae Spuriae Que Vocationis Ad Ecclesiae Pastoratum, Ut cuilibet statui debitum jus integrum sartumque maneat, cum Declaratione Juris-Patronatus Et Detrimentorum haud levium ex anomaliis vocatoriis emergentium Pro Licentia Supremos in Theologia honres capessendi indultu Summe Reverendae Facult. Theolog. ... Lipsiae d. 14. April. 1701. Leipzig 1701
- An in religione quis Moscovitica possit salvari? Kiel 1701
- Die aus schwerer Bangigkeit, durch göttlichen Trost, errettete christliche Seele, oder 64 Trostpredigten, nach Anleitung der ordentlichen Sonntags- und Fest-Evangelien, zu Dresden 1699 gehalten. Dresden 1702, 2. Auflage Hamburg 1711

### Zeitgenössische Literatur (Auswahl)
- Barthold Feind: Der sich selbst zum Tode verurtheilende Doctor Christian Krumbholtz : Zur Rettung seiner Ehre und Leumuths, Wider Die greulichen Lästerungen, So besagter Doctor, in einer jüngst-hin debitirten Schand-Charteque, Gründliche Ablehnung der fälschlich betitulirten Gründlichen Vorstellung, benahmt. [S.l.], 1708 (Digitalisat)
- (Anon.): Gründliche Vorstellung an den Hoch-Ehrwürdigen, Hochachtbahren und Hochgelahrten Herrn, Hrn. D. Christianum Krumbholtz, Pastorem Templi Petro-Paulini der Stadt Hamburg, Auf dessen von der Cantzel zu unterschieden mahlen öffentlich begehrten Schrifftlichen Erweisung Dessen, was Jhm, durch E. E. Rahts Conclusum zu beobachten, Ampts-gemäß und Christlich erinnert worden; aufgesetzet Und demselben in Theologischer Moderation vorgeleget Von einem Der Gottes h. Ordnungen u. der Stadt Hamburgs Wolfahrt liebet. [S.l.], 1708 (Digitalisat)
- Peinliche Klage Des Rechtens In Inquisitions-Sachen Fiscalis In Criminalibus Inquirenten Contra D. Christian Krumbholtzen Gefangenen und Inquisiten In Hamburg. 1709 (Digitalisat)
- Einiger redlich gesinneten Theologorum und Prediger in Ober-Sachsen Höchst-nothdringende Anrede An alle und jede Lutherische Herren Theologos und Diener Gottes in und ausser Teutschland, so wohl auch alle Christen in Hamburg, sonderlich die Geheiligten zu S. Petri, Die Befreyung Des schon so lang und so hart inhafftirten ... Herrn Christian Krumbholtzens, Der H. Schrifft berühmten und ... Doctoris, der Theol. Facultät zum Kiel Assessoris, auch Pastoris der Kirch zu S. Petri und Pauli ... in Hamburg betreffend : welcher ... des Hocherleuchteten Mannes Gottes, Lutheri ... Brieff an Herrn Simon, Prediger in Eißleben, mit inseriret ist ... Zur H. Paßions-Zeit verfasset, und jetzo im Monat Julio, weil des Hn. Doctoris Elend kein Ende nehmen will, dem öffentlichen Druck übergeben. Leipzig 1709 (Digitalisat)
- Protocollum et acta in Peinlicher Sachen Fiscalis in criminalibus ex officio inquirentis und Anklägers contra Christian Krumbholtz, Gefangenen, Inquisitum und Peinlich Angeklagten. Hamburg: Neumann 1711

### Neuere Literatur
- Hans Schröder: Lexikon der hamburgischen Schriftsteller bis zur Gegenwart. Band 4 Klincker - Lyser, Hamburg 1866, S. 232 Nr. 2087
- Georg Christian Bernhard Pünjer: Krumbholtz, Christian. In: Allgemeine Deutsche Biographie (ADB). Band 17, Duncker & Humblot, Leipzig 1883, S. 240.
- Wilhelm Jensen: Die Hamburgische Kirche und ihre Geistlichen seit der Reformation. Hamburg: J.J. Augustin 1958, S. 49f Nr. 14